# Day of the Moon
"Day of the Moon" (intitulado "Dia da Lua" no Brasil) é o segundo episódio da sexta temporada da série de ficção científica britânica Doctor Who, transmitido originalmente através da BBC One em 30 de abril de 2011. É a segunda parte de uma história dividida em dois capítulos, sendo a conclusão de "The Impossible Astronaut". Ambos foram escritos por Steven Moffat e dirigidos por Toby Haynes.
Continuando os eventos do episódio anterior, nos Estados Unidos de 1969, o viajante do tempo conhecido como o Doutor (Matt Smith), seus acompanhantes, o casal Amy Pond (Karen Gillan) e Rory Williams (Arthur Darvill), a arqueóloga River Song (Alex Kingston) e o ex-agente do FBI Canton Everett Delaware III (Mark Sheppard) lideram uma revolução contra o Silêncio, uma ordem religiosa de alienígenas que possui membros que podem fazer as pessoas esquecerem o encontro com eles quando desviam o olhar.
"The Impossible Astronaut" e "Day of the Moon" foram projetados para ser uma abertura mais sombria para a temporada e foram parcialmente filmados nos Estados Unidos, uma novidade para o programa. Moffat estava interessado em incorporar a Área 51, o pouso da Apollo 11 na Lua e o presidente Richard Nixon (interpretado por Stuart Milligan) na trama. O episódio foi visto por 7,3 milhões de pessoas no Reino Unido e recebeu críticas geralmente positivas, embora muitos dos revisores se preocuparam com o grande número de perguntas que ficaram sem resposta.

## Enredo
O Doutor, Amy, Rory, River Song e o ex-agente do FBI Canton Everett Delaware III escapam da garota no traje espacial e passam três meses rastreando a ordem religiosa alienígena do Silêncio e descobrem que eles existem em todo o planeta e têm a capacidade de colocar sugestões pós-hipnóticas nos humanos que encontram. Enquanto o Doutor altera parte do módulo de comando Columbia da Apollo 11, Canton e Amy visitam um orfanato próximo na Flórida na esperança de descobrir de onde foi tirada a garota do traje espacial. O Silêncio sequestra Amy, levando-a para uma sala de controle subterrânea. Canton atira e fere uma das criaturas, e com isso o Doutor aprende o nome do Silêncio.
Analisando o traje espacial agora vazio, River percebe que a garota possui uma força incrível para ter forçado a saída dele e que a avançada tecnologia de suporte de vida do traje teria chamado o presidente Richard Nixon como a figura de maior autoridade na Terra quando a garota ficou com medo. O Doutor percebe porque o Silêncio tem controlado a humanidade; ao guiar os seus avanços tecnológicos, influenciaram a humanidade na Corrida Espacial com o propósito de construir um traje espacial, que deve de alguma forma ser crucial para as suas intenções. Enquanto isso, Canton interroga o membro do Silêncio capturado, que zomba dele por tratá-lo quando acredita que o resto da humanidade os "matariam todos à primeira vista", o que Canton registra usando o celular de Amy.
O Doutor rastreia a localização de Amy e pousa a TARDIS na sala de controle do Silêncio cinco dias depois. Enquanto River e Rory mantêm os alienígenas sob controle, o Doutor mostra a eles a transmissão ao vivo do pouso na Lua. Enquanto assistem, ele usa sua modificação do módulo de comando da Apollo para inserir a gravação de Canton na filmagem do pouso. Por causa disso, os humanos agora se voltam e matam o Silêncio sempre que os virem. O grupo liberta Amy e parte na TARDIS, enquanto River mata todos os Silêncios na sala de controle. Amy, dizendo ao Doutor que, embora não esteja grávida, ela teme que, se estivesse, suas viagens na TARDIS poderiam afetar o desenvolvimento de seu filho. Enquanto o trio parte, o Doutor usa discretamente o scanner da TARDIS para tentar determinar se Amy está grávida mesmo. Seis meses depois, a garota do traje espacial está em Nova York, morrendo. No entanto, ela começa a se regenerar para consertar seu corpo.

### Continuidade
O cenário do "motor do tempo" do Silêncio foi usado anteriormente em "The Lodger". O Doutor a descreve como "muito Aickman Road", uma referência à casa que o nave ocupava naquele episódio. Quando o Silêncio revela seu nome ao Doutor, ele tem flashbacks de "The Eleventh Hour" e "The Vampires of Venice", as primeiras menções a raça. A "Mulher do Tapa-Olho" (Frances Barber) aparece pela primeira vez neste episódio e faz aparições semelhantes em "The Curse of the Black Spot" e "The Rebel Flesh" antes de sua conexão a Amy ser revelada em "The Almost People". O Doutor usa os scanners da TARDIS para detectar o estado alternado de gravidez de Amy. Ele repete a varredura com os mesmos resultados em "The Curse of the Black Spot" e "The Rebel Flesh".
O Doutor e Rory discutem a presença de ambos na queda de Roma. Como um Auton, Rory guardou a Pandorica desde a era romana até os dias atuais em "The Big Bang", enquanto o Primeiro Doutor instigou indiretamente o Grande Incêndio de Roma em The Romans (1965).  O Doutor é mantido em cativeiro na Área 51, que ele havia visitado anteriormente na animação do Décimo Doutor, Dreamland.

## Produção

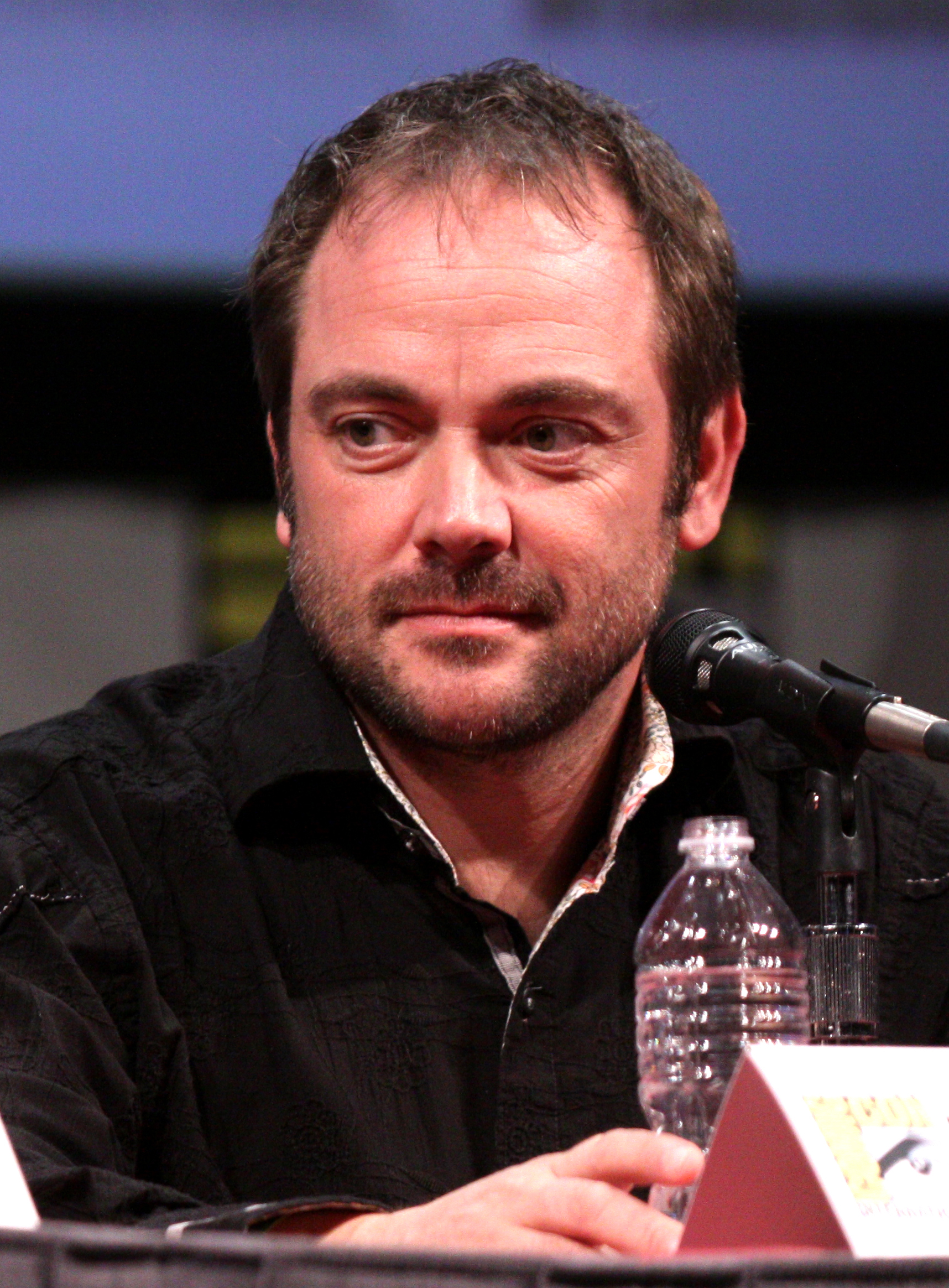
A cena de abertura foi baseada na história do ator convidado Mark Sheppard como vilão em papéis na televisão americana.

Steven Moffat, roteirista principal da sexta temporada, disse antes da transmissão que esta seria uma das aberturas mais sombrias de uma temporada já feita para Doctor Who. O diretor Toby Haynes acreditava que episódios mais sombrios como "The Impossible Astronaut" e "Day of the Moon" permitiriam que a série entrasse em "território mais perigoso". A criação do Silêncio foi parcialmente inspirada na figura da pintura O Grito de Edvard Munch de 1893. Apresentar os vilões alienígenas tornou-se um "grande desafio" para os produtores; ele fecharia o arco vago "do silêncio cairá" apresentado durante a quinta temporada. Moffat não queria encerrar o arco dela, pois sentiu que seria "mais divertido" continuá-lo. Em outra parte do episódio, Delaware foi escrito para ser enganosamente antagônico aos protagonistas, baseado no passado do ator Mark Sheppard que representava vilões em séries americanas. Moffat também estava interessado na ideia de prender o Doutor com barba na Área 51. Matt Smith usou uma barba colada, que era difícil de retirar.
Incorporar Nixon na trama foi acidental; Moffat queria contar a história durante o pouso na Lua e pesquisou o presidente dos Estados Unidos na época. Ele inicialmente ficou desapontado por ser um "lixo" e brevemente considerou usar um presidente genérico e sem nome, como o visto em "The Sound of Drums". No entanto, ele achou que "não parecia certo para uma história parcialmente sobre eventos reais" e percebeu que poderia ser divertido usar Nixon. Ele acreditava que havia algo "comicamente estranho" nele e seria interessante para o Doutor ter que trabalhar com alguém de quem não gostava. O episódio faz referências ao escândalo de Watergate e David Frost.
Muitas das cenas de abertura do episódio foram filmadas em locações nos Estados Unidos. A sequência onde Delaware persegue Amy foi filmada no Vale dos Deuses, em Utah. Karen Gillan achou difícil correr por causa da altitude. A cena em que Amy confronta Canton era originalmente assistida por três Silêncios no roteiro, mas não chegou à versão lançada. A sequência onde Delaware persegue Rory foi filmada na represa do Cânion Glen, Arizona, que foi a última a ser filmada nos Estados Unidos. "The Impossible Astronaut" e "Day of the Moon" marcaram a primeira vez que Doctor Who teve sua fotografia principal realizada no país. A sequência em que Delaware persegue River na cidade de Nova York foi filmada no centro de Cardiff. Mais tarde, um cenário foi construído em um estúdio para a sequência do salto, e Alex Kingston foi substituída por uma dublê para realizar a acrobacia. As cenas ambientadas na Área 51 foram filmadas em um grande hangar abandonado em Gales do Sul.
O orfanato da Flórida foi filmado na abandonada Troy House, em Monmouthshire. Para adicionar o efeito de que há uma tempestade fora do prédio, a equipe de produção colocou máquinas de chuva ao ar livre e luzes piscantes para simular relâmpagos. Os Silêncios foram retratados por Marnix van den Broeke e outros artistas. As máscaras causaram dificuldades de visão aos atores, que tiveram que ser guiados por duas pessoas quando precisavam caminhar. Van den Broeke não forneceu as vozes do Silêncio, pois ele foi substituído durante a pós-produção. O cenário da sala de controle usado em "The Lodger" foi reusado novamente neste episódio. Moffat queria que o local fosse usado novamente, sentindo que seria uma base adequada para o Silêncio. O cenário foi adaptado para dar uma sensação mais sombria e maligna.

## Transmissão e recepção
"Day of the Moon" foi transmitido pela primeira vez no Reino Unido na BBC One em 30 de abril de 2011 às 18h e na mesma data na BBC America nos Estados Unidos. Após a transmissão, números preliminares da audiência durante a noite foram de 5,4 milhões de telespectadores, uma diminuição de 1,1 milhão de pessoas em relação à semana anterior.  A audiência final consolidada do episódio aumentou para 7,3 milhões de telespectadores na BBC One, o sétimo da semana naquele canal. Recebeu um Índice de Apreciação do público de 87, considerado "excelente".

### Recepção critica
O episódio recebeu críticas geralmente positivas. Dan Martin, do The Guardian, elogiou-o por sua "ação, tensão, terror e River Song em um terno de negócios", mas sentiu que "ficou um pouco fraco no meio". Ele acreditava que as cenas com Amy e Delaware no orfanato foram o "fator de medo" do episódio. Mais tarde, ele classificou-o como o quarto melhor episódio da temporada, embora o último episódio não tenha sido incluído na lista. Morgan Jeffery do Digital Spy afirmou que "após a sensacional abertura que deu início à estreia da temporada, talvez não seja surpreendente que 'Day of the Moon' comece com um surto de ação igualmente emocionante." Jeffery foi positivo em relação ao nano-gravador, que proporcionou ao episódio "uma série de momentos perturbadores em que os personagens ouvem suas próprias exclamações aterrorizadas sobre os Silêncios". No entanto, para ele que as cenas finais "expõem a principal falha deste episódio - simplesmente, muitas coisas ficam sem solução". Concluindo, o revisor afirmou: "Enquanto 'The Impossible Astronaut' acertou na ambientação, 'Day of the Moon' vacila ligeiramente em fornecer a resolução." Jeffery avaliou o episódio com quatro estrelas de cinco.
Tom Phillips, do Metro, afirmou que "a estada de Amy e Canton no orfanato não foi apenas uma nota alta para o terror de arrepiar a pele na televisão convencional recente - aquela imagem dos Silêncios aninhando-se no teto como morcegos cadavéricos viverá em os pesadelos de muitas, muitas crianças - mas também genuinamente e propriamente estranhos." Dave Golder da SFX Magazine pensou que embora a temporada estivesse "se preparando para ser como nenhuma outra antes dela, à medida que se afasta ainda mais de seu tradicional formato de histórias independentes sequenciais para ir em direção ao estilo de narrativa de Lost", o episódio "não é um mero exercício de gratificação atrasada. Você quer diversão? Você quer algo assustador? Você quer ação? Você conseguiu - tudo não tão bem amarrado com uma gravata borboleta elegante." Golder continuou afirmando que "mais uma vez somos brindados com uma direção excelente, atuações gloriosas, efeitos quase perfeitos e locações lindas... 'Day of the Moon' é muito divertido, agradável sem esforço, sedutoramente idiota e abençoado com um momento de angústia tão inesperado que certamente manterá os espectadores presos". Ele deu ao episódio uma classificação de quatro de cinco estrelas.
O revisor da IGN, Matt Risley, avaliou o episódio como uma nota 9 de 10, dizendo que "manteve as emoções, arrepios e reviravoltas na trama de 'The Impossible Astronaut', enquanto de alguma forma ajustava o ritmo estrondoso de seu antecessor em 45 minutos de TV quase perfeitamente planejado." Ao compará-lo com o episódio anterior, ele disse que era "mais assustador, mais arrepiante... e mais cheio de ação em todos os sentidos... [e] também conseguiu deixar as coisas em um formato adequadamente épico e em expansão do mito da observação." Ele concluiu, "o show como um todo tem uma energia totalmente nova e mal podemos esperar para ver o que acontecerá a partir daqui."
Gavin Fuller do The Daily Telegraph foi mais crítico com o episódio, afirmando: "tendo criado um cliffhanger interessante na semana passada, foi um pouco irritante que Steven Moffat tenha feito seu truque novamente ao desviar a atenção para a seção pré-créditos desta semana com o suposto valor de choque com as cenas onde Amy e Rory são baleados" e também ficou irritado com "o que exatamente estava acontecendo aqui e como foi influenciado pelos eventos do episódio anterior nunca foram exatamente explicados, deixando o público para preencher os espaços em branco." Ele acreditava que o enredo e o final "apenas levantavam mais perguntas do que respostas", acreditando que o enredo abrangente "exigiria a concentração do público durante muitas semanas; qualquer espectador casual sintonizado nesta semana, e eu suspeito que não são poucos fãs, teriam ficado perplexos com o que está acontecendo", mas ainda sentiu que o episódio "foi interessante e mostrou como, quando os escritores usam sua imaginação, Doctor Who pode contar histórias de uma forma que pouco mais na televisão consegue".